# Богданівка (Прилуцький район)
Богда́нівка — село в Україні, у Линовицькій селищній громаді Прилуцького району Чернігівської області. Населення становить 246 осіб. До 2020 року орган місцевого самоврядування — Богданівська сільська рада. Населення становить 465 осіб (2013 рік). Національний склад представлений переважно українцями, конфесійний склад — християнами.

## Географія
Село розташоване на березі річки Махнівка за 6  км від районного центру — міста Прилуки на залізничній лінії Бахмач—Гребінка між станціями Прилуки та Линовиця. Фізична відстань до Києва — 108,4 км. Село знаходиться в зоні помірного помірно-континентального клімату.

## Історія
Найдавніше знаходження на мапах 1812 рік
У 1862 році у селі володарському Богданівка була церква православна, завод та 107 дворів де жило 666 осіб
У 1911 році у селі Богданівка була Михайлівська церква, 2 церковно-парафіївські школи та мешкало 720 осіб У 1926 - 914.
12 червня 2020 року, відповідно до розпорядження Кабінету Міністрів України № 730-р «Про визначення адміністративних центрів та затвердження територій територіальних громад Чернігівської області», увійшло до складу Линовицької селищної громади.
19 липня 2020 року, в результаті адміністративно-територіальної реформи та ліквідації колишнього Прилуцького району, село увійшло до складу новоутвореного Прилуцького району Чернігівської області.

## Населення

### Мова
Розподіл населення за рідною мовою за даними перепису 2001 року:
| Мова       | Кількість | Відсоток |
| ---------- | --------- | -------- |
| українська | 459       | 98.71%   |
| російська  | 4         | 0.86%    |
| білоруська | 2         | 0.43%    |
| Усього     | 465       | 100%     |

## Відомі люди
- Ващенко Григорій Григорович — видатний український педагог.
- Вороненко Володимир Васильович — український медик, генерал-майор медичної служби, доктор медичних наук, професор, лауреат Державної премії України в галузі науки і техніки. Народився у богданівці.
- Гурченко Антін Прокопович (1875—1937) — підприємець та український громадський діяч на Далекому Сході та в Китаї.